# Radinovo
Radinovo (bulgariska: Радиново) är ett distrikt i Bulgarien.   Det ligger i kommunen obsjtina Maritsa och regionen Plovdiv, i den centrala delen av landet, 120 km sydost om huvudstaden Sofia.
Trakten runt Radinovo består till största delen av jordbruksmark. Runt Radinovo är det ganska tätbefolkat, med 54 invånare per kvadratkilometer.